# Terrence Roderick
Terrence Terrell Roderick jr. (Filadelfia, 5 giugno 1988) è un cestista statunitense.

## Carriera
Roderick ha iniziato la sua carriera sportiva nella Northeast Prep School, nella quale ha fatto emergere le sue doti che hanno suscitato le attenzioni di molti college: Minnesota, Iowa, Xavier, Clemson, Kansas e Florida State.
Per mantenere sua figlia inizia a lavorare come operaio, fintanto che non viene notato da Manuel Capicchioni e portato nell'estate 2009 all'Arkadia Traiskirchen, club austriaco che fa capo al procuratore Luciano Capicchioni e guidato in panchina dall'allenatore brindisino Andrea Maghelli. Qui dimostra le sue qualità, tanto da essere portato in Legadue nella stagione 2010-2011 con la canotta del Basket Rimini Crabs, società di cui lo stesso Capicchioni è proprietario di una quota. Coi riminesi realizza in media 16 punti a partita, nonostante nel girone di ritorno non abbia mai segnato da tre punti.
Il 22 novembre 2011 firma un contratto con la Vanoli Cremona. Il 30 gennaio seguente i lombardi lo tagliano.
Il 21 marzo 2012 firma fino al termine della stagione per la Fulgor Libertas Forlì.
Il 16 agosto 2012 firma un nuovo contratto con la squadra forlivese anche per la stagione 2012-2013.
Dopo un biennio in Israele, trascorso tra Hapoel Eilat, Maccabi Haifa e Maccabi Kiryat Gat, nella stagione 2015-2016 torna nella Serie A2 italiana vestendo la maglia del Polisportiva Basket Agropoli, per poi passare al Kleb Basket Ferrara nella stagione successiva.
Dopo un anno di inattività, nell'estate 2018 fa ritorna in Serie A2 con la maglia del Bergamo Basket 2014 dove disputa un'ottima stagione superando i 20 punti di media. Nell'estate 2019 firma per il Napoli Basket, società neopromossa in Serie A2 con cui segna 15,2 punti a partita.
Il 21 luglio del 2020 fa ritorno, dopo sette anni, alla Pallacanestro Forlì 2.015. Nelle fasi antecedenti ai play-off fa registrare 17,5 punti di media. Nelle quattro gare dei quarti di finale play-off persi contro Eurobasket Roma realizza 9 punti a gara.
Dal dicembre 2021 al febbraio 2022 scende in campo in Argentina con il Quimsa, poi quasi un anno più tardi, nel gennaio 2023, apre la sua ennesima parentesi nella Serie A2 italiana con l'ingaggio da parte del Chieti Basket 1974, squadra che in quel momento occupava il penultimo posto nel proprio girone. Tra la rimanente stagione regolare e la seconda fase Roderick viaggia a 13,4 punti di media, diventati 6,0 nelle quattro gare di play-out che condannano gli abruzzesi alla retrocessione.
Nonostante il suo status di giocatore extracomunitario che gli precludeva la possibilità di essere tesserato nella terza serie italiana, nel dicembre 2023 viene tesserato dalla N.P.C. Rieti (militante appunto in Serie B) sfruttando un visto per motivi di studio. Gioca 7 partite con 15,9 punti di media, poi a seguito di un permesso non concesso dalla società vola comunque negli Stati Uniti senza più fare ritorno, con il club laziale che in risposta annuncia di voler adire le vie legali.

## Record in Serie A
- Punti - 16 contro Caserta
- Tiri da 2 realizzati - 5 (2 volte)
- Tiri da 3 realizzati - 2 contro Caserta
- Tiri liberi realizzati - 4 contro Caserta
- Rimbalzi offensivi - 3 (2 volte)
- Rimbalzi difensivi - 8 contro Casale Monferrato
- Rimbalzi totali - 10 contro Casale Monferrato
- Falli subiti - 10 contro Caserta
- Assist - 4 contro Pesaro
- Palle recuperate - 4 contro Montegranaro
- Schiacciate - 1 (3 volte)
- Stoppate date - 2 contro Montegranaro
- Valutazione - 16 contro Caserta

## Record in Legadue
- Punti - 40 contro Trapani
- Tiri da 2 realizzati - 12 contro Reggio Emilia
- Tiri da 3 realizzati - 5 contro Trapani
- Tiri liberi realizzati - 12 contro Imola
- Rimbalzi offensivi - 4 (6 volte)
- Rimbalzi difensivi - 17 contro Virtus Roma
- Rimbalzi totali - 21 contro Virtus Roma
- Falli subiti - 11 contro Imola
- Assist - 11 contro Casale Monferrato
- Palle recuperate - 7 (2 volte)
- Schiacciate - 3 (6 volte)
- Stoppate date - 3 contro Casale Monferrato
- Valutazione - 54 contro fortitudo Agrigento